# Галатея (національний парк)
Національний парк Галатея — національний парк, розташований на союзній території Андаманських і Нікобарських островів, Індія. Він розташований на острові Великий Нікобар у складі Нікобарських островів, які лежать у східній частині Індійського океану (Бенгальська затока).
Загальна площа цього парку становить близько 110 квадратних кілометрів, і він був офіційно оголошений Національним парком Індії в 1992 році. Галатея є частиною того, що було визначено як Великий Нікобарський біосферний заповідник, який також включає більший національний парк Кемпбелл-Бей, відокремлений від Галатеї 12-кілометровою лісовою буферною зоною.
У парку трапляється багато унікальних і рідкісних видів рослин і тварин, деякі з яких (внаслідок їх відносної географічної ізоляції) є ендеміками островів.

## Флора
Рослинність складається переважно з тропічних і субтропічних вологих широколистяних лісів.

## Тваринний світ
До відомих видів тварин, які трапляються в парку, належать краб кокосовий, мегапод і нікобарський голуб.
З лютого по грудень тут гніздиться найбільша черепаха у світі — шкіряста черепаха (Dermochelys coriacea).

## Клімат
Тут панує гострий тропічний клімат, тільки з літнім сезоном і мусонами, мешканці парку тут ніколи не стикалися з зимовими умовами.
У сезон дощів у середньому 3000–3800 мм опадів на квадратний метр тут випадає.
Вважається, що Національний парк Галатея, завдяки географічному оточенню та фізичному розташуванню, має найкраще у світі збережені тропічні ліси та велику кількість ендемізму.

## Ризик розвитку
Великий Нікобарський острів ризикує перетворити індійський уряд на військовий і торговельний центр у рамках Плану розвитку Великого Нікобара. Проєкт вартістю 9 мільярдів доларів включатиме будівництво міжнародного контейнерного терміналу; аеропорт подвійного призначення для військових і цивільних цілей; газова, дизельна та сонячна електростанція; і зелене містечко на острові площею 1000 квадратних кілометрів. Ці події також збільшили б населення острова до сотень тисяч.

### Дістатися до національного парку Галатея
На Андаманських і Нікобарських островах є лише один аеропорт Порт-Блер. Є щоденні рейси до та з Порт-Блера до Ченнаї та Колкати. Час польоту 2 години.

## Галерея

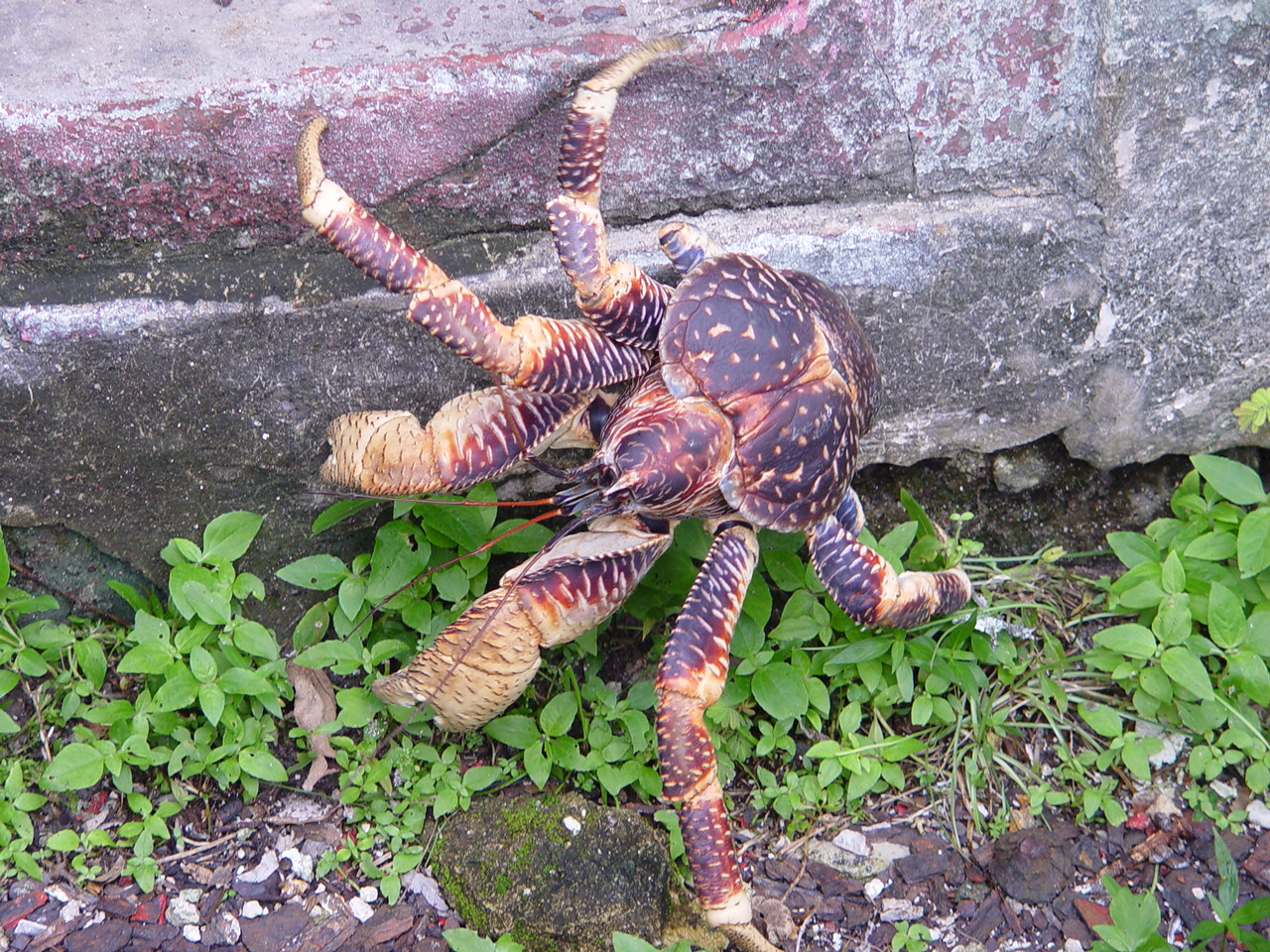
Гігантський краб-розбійник, або кокосовий краб

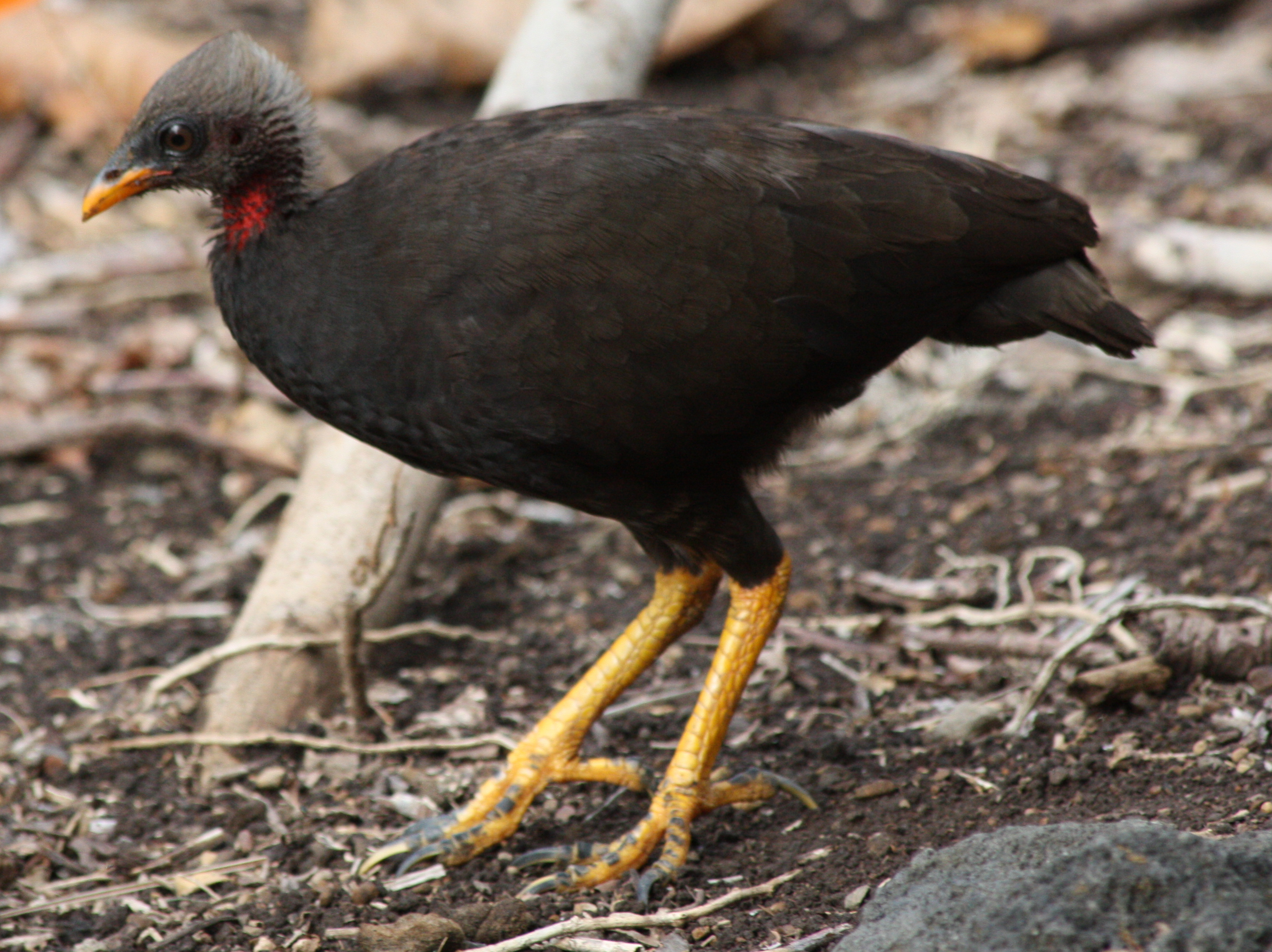
Мегапод

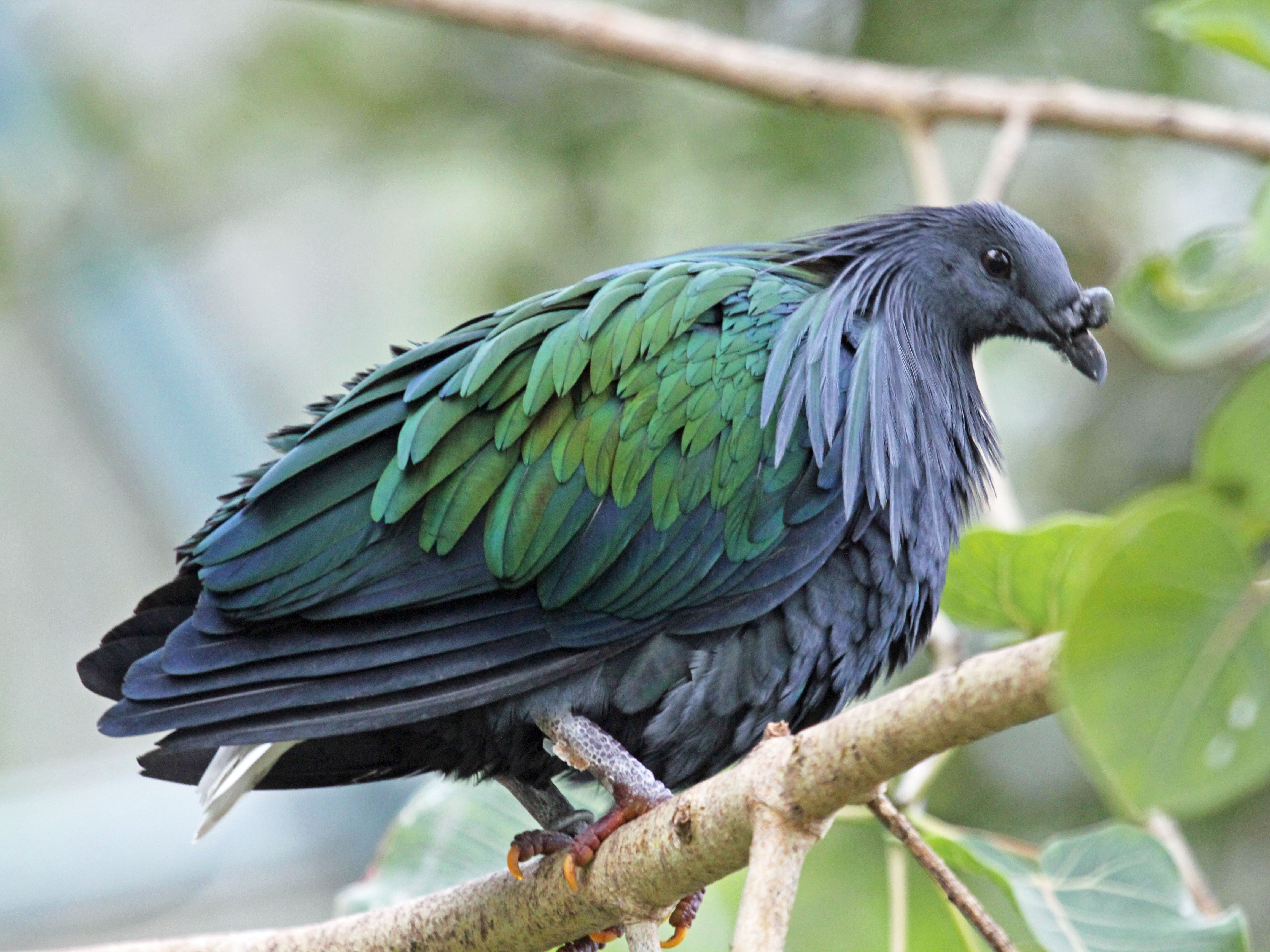
Нікобарський голуб